# Kazimierz Zimny
Kazimierz Franciszek Zimny, född 4 juni 1935 i Tczew i nuvarande Pommerns vojvodskap, död 30 juni 2022, var en polsk friidrottare inom långdistanslöpning.
Zimny blev olympisk bronsmedaljör på 5000 meter vid olympiska sommarspelen 1960 i Rom.